# Браян Кордоба
Браян Стивен Кордоба Бариентос (на испански: Brayan Stiven Córdoba Barrientos) е колумбийски футболист, централен защитник на ЦСКА София.

## Кариера
Юноша на Атлетико Насионал. Играе като централен защитник, но се справя и като десен или ляв бек. През януари 2019 г. започва да тренира с първия състав и дебютира на 7 август 2019 г. при победата с 4:1 над Атлетико Уила. През сезон 2019 г. ще запише 3 мача за тима, през следващия сезон 2020 г. има 15 мача, а през сезон 2021 г. играе 18 мача, за да закръгли статистиката си за тима на 36 изиграни мача. С тима печели купа на Колумбия за сезони 2018 и 2021 г. На 1 януари 2022 г. подписва с Онсе Калдас. За тима записва 18 мача с 1 гол. На 10 януари 2023 г. става състезател на Америка де Кали и играе в 2 мача. На 3 юли 2023 г. подписва с ЦСКА София.